# 大庭村 (岡山県)
大庭村（おおばそん）は、岡山県真庭郡にあった村。現在の真庭市大庭、古見、野川、平松に当たる。

## 歴史
- 1889年（明治22年）6月1日 - 町村制施行に伴い、大庭郡大庭村、古見村、野川村、平松村が合併して大庭村となる。大字古見に役場を置く。
- 1900年（明治33年）4月1日 - 大庭郡が真島郡と合併し、真庭郡となる。大庭村は真庭郡所属となる。
- 1905年（明治38年）9月1日 - 真庭郡河陽村と合併して、川東村となる。大庭村は廃止。

## 大字
現在は真庭市の大字として存続している。
- 大庭（おおば） 〒719-3102
- 古見（こみ） 〒719-3103
- 野川（のがわ） 〒719-3106
- 平松（ひらまつ） 〒719-3107

## 現在の様子

### 教育

#### 幼稚園
- 真庭市立川東幼稚園

### 交通

#### 鉄道
- JR姫新線：古見駅

#### 道路

##### 高速道路
旧村内を走る高速道路なし。

##### 国道
旧村内を走る国道なし。

##### 県道
- 主要地方道

旧村内を走る主要地方道なし。
- 一般県道
  - 岡山県道329号西原久世線
  - 岡山県道330号目木大庭線

### 河川・山岳

#### 河川
- 旭川

#### 山岳
- 古見山

### 寺院・神社

#### 寺院
- 普門寺
- 善福寺

#### 神社
- 八幡神社
- 平松神社